# Hatxepsut
Hatxepsut (Maatkare Hatxepsut), nascuda cap al 1508 aC, fou reina i faraona d'Egipte durant la dinastia XVIII, i va viure en la primera meitat del segle XV aC. Era filla de Tuthmosis I i de la reina Amosis. Considerada la primera dona a ser faraó, va regnar del 1460 al 1480 aC, més de vint anys. Flavi Josep diu que va regnar 21 anys i 9 mesos, i l'Africà diu que foren 22 anys, tots dos segons Manetó.

## Reina i faraó

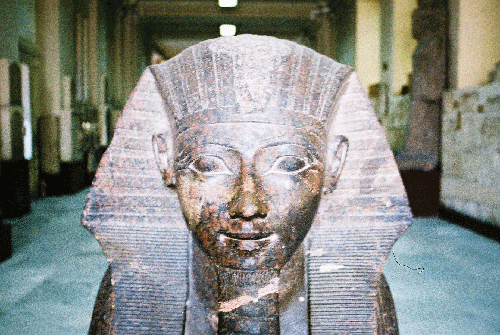
Estàtua de la reina Hatxepsut

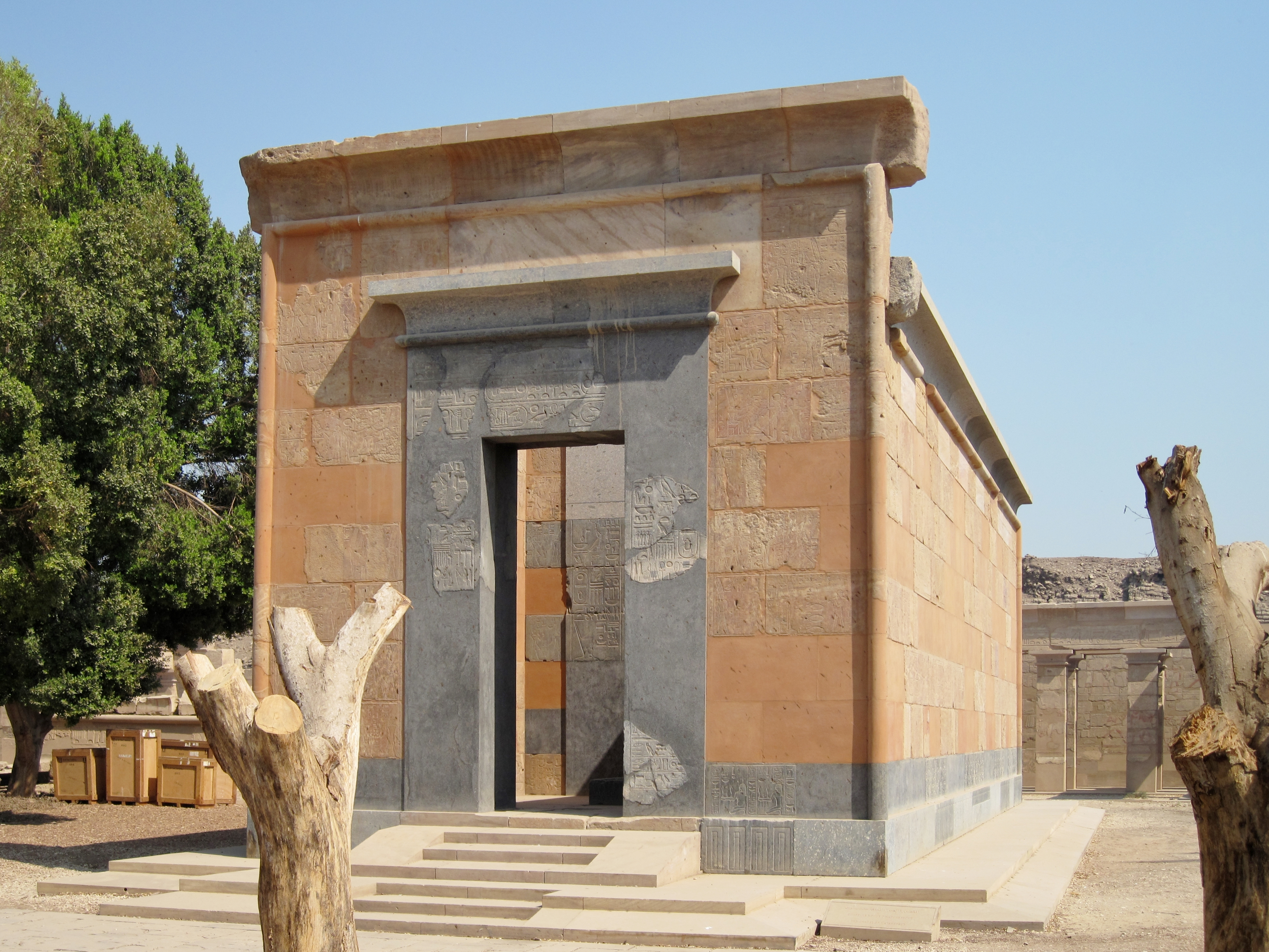
La capella roja de Karnak

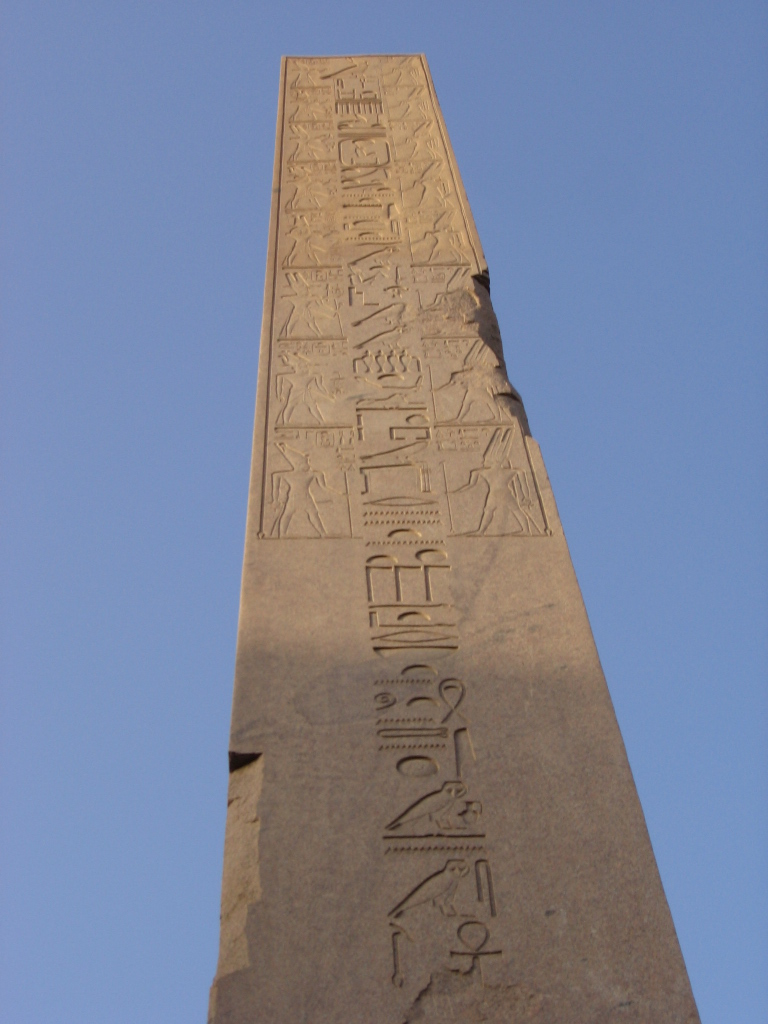
Obelisc d'Hatxepsut al temple de Karnak (Tebes)

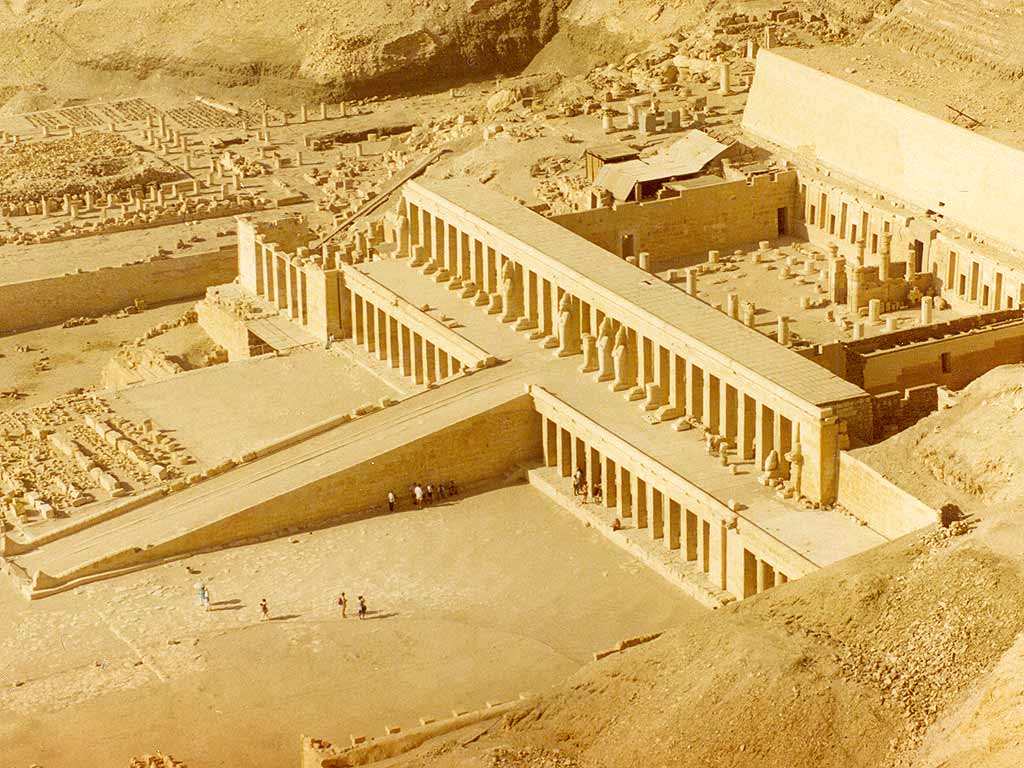
Djeser Djeseru, a Deir el-Bahari

A la mort del seu pare, vers el 1490 aC, es va casar amb l'únic fill d'aquest (i germanastre de la mateixa Hatxepsut), Tuthmosis II, i va assolir el títol de reina. Segons la seva propaganda, la legitimitat venia d'ella i no del seu marit i ella era reina per dret propi per damunt de l'espòs, que era nascut d'una esposa secundària. En tot cas, va exercir gran influència sobre Tuthmosis II. El matrimoni va tenir una filla, anomenada Neferure, que fou declarada hereva, però va morir jove.
A la mort de Tuthmosis II, la corona va passar al seu fill Tuthmosis III, però, com que era molt jove, Hatxepsut va assumir-ne la regència. Vers el 1475 aC, quan s'acostava la majoria d'edat de Tuthmosis III, es va coronar com a faraó per dret va prendre el nom del tron de Maatkare ('Maàt és l'esperit de Ra').
Es va rodejar de servidors lleials, entre ells Hapuseneb, el Summe Sacerdot d'Amon, Visir i iniciat en els misteris de l'Ennèada, i l'arquitecte i conseller reial Senemut, que alguns pensen que fou el seu amant i pare de la seva filla Neferure, per certes concessions protocol·làries poc freqüents i perquè la seva tomba era propera a la d'Hatxepsut, però el fet ara és dubtós.
Hatxepsut va portar tots els elements propis dels faraons: el khat (barret), la falsa barba, etc. Les seves estàtues i pintures la presenten en forma masculina i femenina, i finalment només en masculina amb la regalia dels faraons. Va portar els mateixos títols que el seu pare, però va renunciar al de "brau fort".
També va fer diverses construccions, la principal el temple de Djeser-Djeseru ('sublim dels sublims'), el seu temple funerari a Deir el-Bahari, dissenyat per Senemut i exemple de perfecta simetria. Un altre arquitecte al seu servei fou Ineni, que ja havia treballat per al seu pare. Al temple de Karnak es va fer construir quatre obeliscs, tot i que actualment només se'n conserven dos, un de sencer i la punta d'un altre. També va deixar un gran nombre d'estàtues.

## Política exterior
El de Hatxepsut, en general, va ser un regnat pacífic, però va fer algunes expedicions al Regne de Kush i a Síria. Va restablir en plenitud el comerç, va enviar expedicions al País de Punt (cinc vaixells amb 1 210 soldats cadascun) d'on va portar mirra, ivori, fustes precioses, pells de pantera i encens, entre altres mercaderies.

## Les tombes
Hatxepsut es va fer construir una tomba quan era la gran esposa reial de Tuthmosis II, però una vegada va esdevenir faraó, en va construir una segona. La primera tomba era una tomba rupestre penjant, a un quilòmetre i mig del Temple de Hatshepsut a Deir el-Bahari. La tomba que s'ha identificat com la tomba KV20 de la vall dels Reis era seva, i s'hi va fer enterrar amb son pare; primer es creia que hi havia fet portar el pare des de la tomba KV38 de la vall, però investigacions posteriors han determinat que va ser a l'inrevés. Tuthmosis III va traslladar Tuthmosis I a la segona tomba (la KV38) i, potser aleshores, la mòmia d'Hatxepsut fou traslladada a la de la seva assistenta Sitre (KV60).

## El destí de la reina
Després de la seva mort, molts monuments amb la seva imatge foren destruïts o alterats i el seu nom es va esborrar de les inscripcions, suposadament per Tuthmosis III, com a venjança per haver-lo tingut apartat del tron mentre va viure. La qüestió, però, és avui posada en dubte, ja que s'han trobat cartutxos amb els noms de Hatxepsut i de Tuthmosis III.

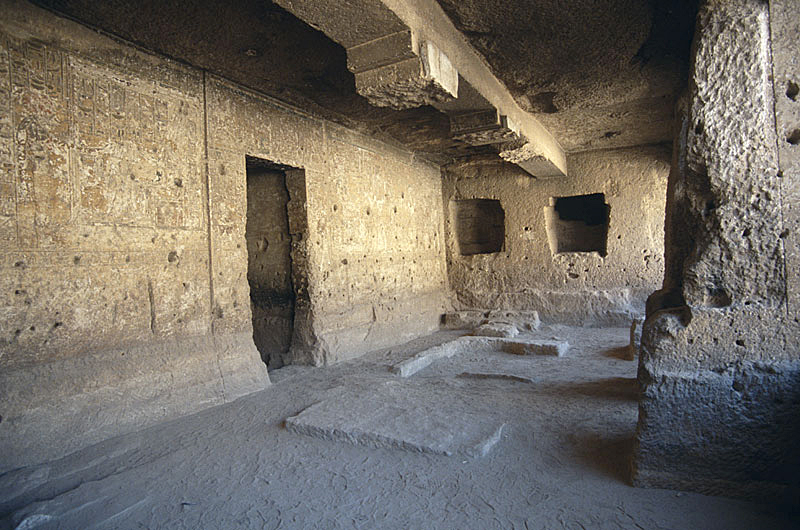
Entrada al temple rupestre Speos Artemidos

El juny de 2007, un grup de científics del Museu d'Antiguitats Egípcies del Caire, encapçalats per l'aleshores cap del Consell Suprem d'Antiguitats, Zahi Hawass, va fer públic que havien aconseguit determinar la identitat d'una de les mòmies que tenien al soterrani del museu; tal com se sospitava, la que es pensava que era la mòmia de l'assistenta personal de la reina, Sitre, és en realitat la mòmia del mateix faraó.

## Llegat

### Exclusió del registre històric
Cap al final del regnat de Tuthmosis III i en el regnat del seu fill Amenofis II, es va intentar eliminar Hatxepsut de certs registres històrics i faraònics. Els seus cartutxos i imatges van ser tallats de les parets de pedra. Els mètodes d'esborrat van des de la destrucció total de qualsevol instància del seu nom o imatge fins a la substitució, inserint Thuthmosis I o II on hi havia Hatxepsut. També hi va haver casos de treballs d'aplanació i mosaic que cobrien el cartutxo d'Hatxepsut; se'n poden veure exemples a les parets del Temple de Hatshepsut a Deir el-Bahari. Els mètodes més senzills també incloïen el revestiment amb pedra nova per cobrir completament els relleus o el treball de pedra sagrada.
Al temple de Deir el-Bahari, les nombroses estàtues d'Hatxepsut van ser enderrocades i, en molts casos, destruïdes o desfigurades abans de ser enterrades en una fossa. A Karnak, es va intentar tapiar els seus monuments. Tot i que és clar que gran part d'aquesta reescriptura de la història d'Hatxepsut es va produir només durant el tancament del regnat de Tuthmosis III, no és clar el motiu, a part del típic patró d'autopromoció que existia entre els faraons i els seus administradors, o de l'estalvi de diners no construint nous monuments per a l'enterrament de Thutmosis III i, en canvi, utilitzant les grans estructures construïdes per Hatxepsut.
Christiane Desroches-Noblecourt atribueix la destrucció del seu record als sacerdots d'Osiris, que havien perdut importància durant el seu regnat per la devoció d'Hatxepsut per la deessa Hathor, relacionada igual que Osiris amb l'inframón, la vida més enllà de la mort, i el potenciament del seu culte. Com a mostra de la seva devoció destaquen la sala dels obeliscs d'Hatxepsut al temple de Karnak, que reproduïen un ambient subaquàtic (Hathor es representava sovint com una vaca immergida entre els canyars del Nil), i la construcció del gran temple semi subterrani de Deir-El-Bahari, el qual inclou a més un temple dedicat a la deessa.ref>Desroches-Noblecourt, Christiane. La Reine Mystérieuse.  Paris: Pygmalion, 2002.</ref>

Amenofis II, el fill de Thuthmosis III, que es va convertir en corregent cap al final del regnat del seu pare, és sospitós per alguns de ser-ne responsable. Hauria tingut un motiu perquè la seva posició en el llinatge reial no era tan forta com per assegurar la seva elevació a faraó. Es documenta, a més, que va usurpar molts dels èxits d'Hatxepsut durant el seu propi regnat. El seu regnat també està marcat per intents de trencar el llinatge reial, sense registrar els noms de les seves reines i eliminant els poderosos títols i papers oficials de les dones reials, com ara l'esposa del Déu Amón.
Durant molts anys, suposant que era Tuthmosis III actuant per ressentiment una vegada que es va convertir en faraó, els primers egiptòlegs moderns van suposar que els esborrats eren similars a la damnatio memoriae romana. L'egiptòleg Donald B. Redford diu que això no era motivat per l'odi, sinó que era una necessitat política per afirmar les seves pròpies creences. Redford va afegir:
| « | Però la recordava Thutmosis? Aquí i allà, als foscos racons d'un santuari o tomba que cap ull plebeu podia veure, el cartutx i la figura de la reina quedaven intactes... que mai més un ull vulgar tornaria a veure, encara transmetia al rei la calidesa i el temor d'un presència divina | » |

.

### Valoració moderna
Hatxepsut és, segons l'egiptòleg James Henry Breasted, «la primera gran dona de la història de la qual estem informats». D'alguna manera, el seu regnat va ser percebut a la seva època com anant en contra del sistema patriarcal. Va aconseguir governar com a regent d'un rei que no era fill seu, anant en contra del sistema que abans només permetia que les mares governessin en nom dels seus fills biològics. Va utilitzar aquesta regència per crear la seva reialesa femenina, construint extensos temples per celebrar el seu regnat, la qual cosa va fer que el públic s'acostumés a veure una dona amb un paper tan poderós. Això va assegurar que quan l'oracle va declarar el seu rei, el públic egipci acceptava fàcilment el seu estatus.
Tanmateix, com amb altres caps d'estat femenines a l'antic Egipte, això només es va fer mitjançant l'ús de símbols masculins de la reialesa; d'aquí la descripció d'Hatxepsut i d'altres com a dones reis en lloc de reines. Es podria pensar que Hatxepsut va ser col·locada al poder pels homes de les elits per augmentar la seva pròpia riquesa. El seu ascens va tenir lloc quan Egipte havia acumulat una gran riquesa, després d'una llarga crisi, cosa que justificaria que fos col·locada al poder per les elits egípcies a causa del seu èxit en diversos dominis: com a gran sacerdotessa o com a marca de posició servint per al seu pare Tuthmosis I a Tebes mentre ell era fora, en les seves campanyes militars. El record d'aquests èxits va poder fer que aquestes elits confiessin en la seva capacitat per gestionar la riquesa i el comerç egipcis, aprofitant el moment de prosperitat. De fet, la historiadora Kara Cooney descriu Hatxepsut com «segurament, l'única dona que mai ha pres el poder com a rei a l'antic Egipte durant una època de prosperitat i expansió».
L'historiador Joyce Tyldesley va afirmar que Thutmosis III podria haver ordenat que els monuments públics a Hatxepsut i els seus èxits fossin alterats o destruïts per tal de situar-la en una posició inferior de corregent, el que significa que podria afirmar que la successió reial va anar directament de Tuthmosis II a Tuthmosis III sense cap interferència de la seva tia. Això va tenir el suport dels oficials de Tuthmosis III, i com que els oficials d'Hatxepsut van morir o ja no estaven a l'ull públic, hi va haver poca oposició. Tyldesley, juntament amb els historiadors Peter Dorman i Gay Robins, diuen que l'esborrat i la desfiguració dels monuments de Hatxepsut pot haver estat un intent d'extingir la memòria de la reialesa femenina (inclosos els seus èxits, a diferència dels de la faraó Sobekneferu, que no va aconseguir rejovenir la fortuna d'Egipte i, per tant, va ser més acceptable per l'establishment conservador com a figura tràgica) i va tornar a legitimar el seu dret a governar.
El "Problema Hatxepsut" és un enllaç directe a les normatives de gènere pel que fa a les estructures socials de l'antic Egipte. Tot i que va tenir l'estatus de reina, el seu regnat, sobretot després, va ser ignorat i fins i tot esborrat. El seu regnat es podria considerar més reeixit que els regnats d'alguns faraons, per exemple amb l'expansió de les fronteres, que es pot veure com una amenaça per als rols tradicionals de gènere. Això planteja preguntes sobre el conflicte entre el poder i els rols tradicionals de gènere, i fins a quin punt el modernisme i el conservadorisme es superposen.
L'esborrat del nom d'Hatxepsut —per part dels homes que la van succeir per qualsevol motiu— gairebé va fer que desaparegués dels registres arqueològics i escrits d'Egipte. Quan els egiptòlegs del segle XIX van començar a interpretar els textos dels murs del temple de Deir el-Bahri (que estaven il·lustrats amb dos reis aparentment masculins), les seves traduccions no tenien sentit. Jean-François Champollion, el descodificador francès de jeroglífics, va dir:
| « | Si em vaig sorprendre una mica de veure aquí, com en altres llocs del temple, el famós Moeris [Thutmosis III], adornat amb totes les insígnies de la reialesa, donant lloc a aquest Amenenthe [Hatxepsut], el nom del qual podem buscar en va les llistes reials, encara em vaig trobar més sorprès en llegir les inscripcions on, allà on es referien a aquest rei barbut amb el vestit habitual dels faraons, els substantius i els verbs eren en femení, com si es tractés d'una reina. He trobat la mateixa peculiaritat a tot arreu... | » |

Aquest problema va ser un problema important en l'egiptologia de finals del segle XIX i principis del segle xx, centrat en la confusió i el desacord sobre l'ordre de successió dels faraons de principis de la dinastia XVIII. El dilema pren el seu nom de la confusió sobre la cronologia del govern de la reina Hatxepsut i Thutmosis I, II i III.